# Caenohalictus notares
Caenohalictus notares är en biart som först beskrevs av Joseph Vachal 1904.  Caenohalictus notares ingår i släktet Caenohalictus och familjen vägbin. Inga underarter finns listade.